# Warren, Arkansas
Warren là một thành phố thuộc quận Bradley, tiểu bang Arkansas, Hoa Kỳ. Năm 2010, dân số của thành phố này là 6003 người.

## Dân số
- Dân số năm 2000: 6442 người.
- Dân số năm 2010: 6003 người.